# 日本药学会
日本药学会（英語：The Pharmaceutical Society of Japan）是一个日本药学学会。

## 历史
1880年成立，1881年改名为东京药学会。1881年12月《药学杂志》创刊，1892年更名为日本药学会。1948年和日本药剂师会合并更名为日本药剂师协会，1962年与日本药剂师会分开成为社团法人，2008年更改为特例社团法人，2011年更改为公益社团法人。

## 荣誉
设立药学会奖、学术贡献奖、学术振兴奖、奖励奖、创药科学奖、功劳奖、教育奖

## 历代会长
1. 长井长义
2. 丹羽藤吉郎
3. 高桥三郎
4. 池口庆三
5. 上野金太郎
6. 西崎弘太郎
7. 谷井千次郎
8. 渡边又次郎
9. 庆松胜左卫门
10. 近藤平三郎
11. 朝比奈泰彦
12. 服部健三
13. 衣笠丰
14. 绪方章
15. 藤田直市
16. 浅野三千三
17. 朝比奈泰彦
18. 浅野三千三
19. 绪方章
20. 菅泽重彦
21. 高木诚司
22. 篠田淳三
23. 刈米达夫
24. 秋谷七郎
25. 落合英二
26. 高桥酉藏
27. 宫道悦男
28. 石馆守三
29. 刈米达夫
30. 富田真雄
31. 木村康一
32. 津田恭介
33. 川崎近太郎
34. 伊藤四十二
35. 石黑武雄
36. 上尾庄次郎
37. 野上寿
38. 宫木高明
39. 柴田承二
40. 高木敬次郎
41. 武田健一
42. 宇野丰三
43. 水野傳一
44. 伴义雄
45. 龟谷哲治
46. 矢岛治明
47. 川崎敏男
48. 野岛庄七
49. 南原利夫
50. 金冈祐一
51. 濑﨑仁
52. 北川薰
53. 福田英臣
54. 米光宰
55. 广部雅昭
56. 寺田弘
57. 市川厚
58. 池上四郎
59. 木村荣一
60. 井上圭三
61. 杉浦幸雄
62. 柴﨑正胜
63. 内海英雄
64. 长野哲雄
65. 松木则夫
66. 西岛正弘
67. 柴﨑正胜
68. 太田茂
69. 奥直人
70. 髙仓喜信